# Noa Noa
Noa Noa er en dansk tøjproducent, der blev startet i 1981 af Harald Holstein, som året efter optog sin bror Lars Holstein i virksomheden. Selv om de første Noa Noa butikker var i Danmark, har koncernen i dag butikker over hele Europa. 
Harald Holstein trak sig tilbage i 2006, efterfulgt af broderen året efter. I 2006 overtog kapitalfonden Axcel tøjfirmaet.

## Kollektioner
Hvert år laver Noa Noa to store kollektioner, Forår/Sommer og Efterår/vinter. Derudover bliver der lavet to mindre kollektioner: High Summer og Christmas.
Udover tøj producerer Noa Noa forskelligt tilbehør, såsom sko, smykker, tasker, hatte osv.